# 拉帕赫河 (伊森河支流)
48°16′04″N 12°07′36″E / 48.267867°N 12.126545°E

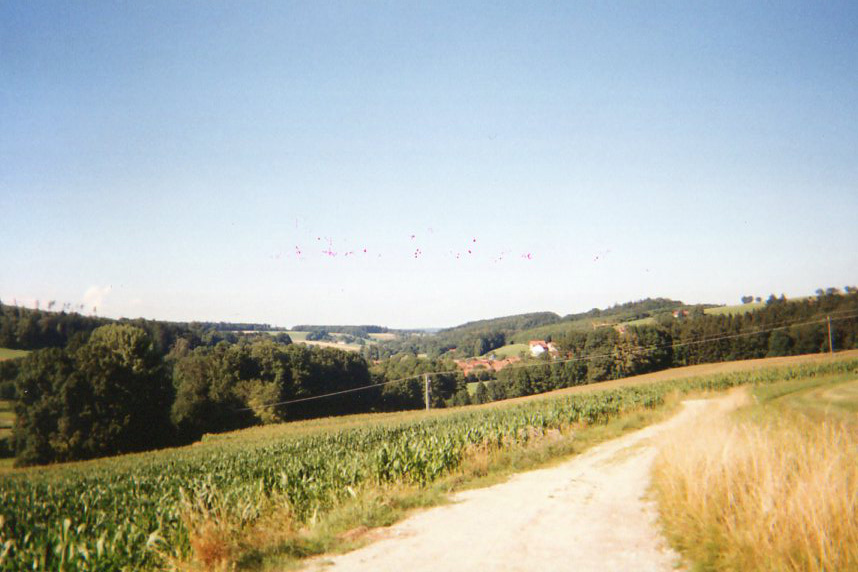

拉帕赫河（德語：Lappach）是德國巴伐利亞州的河流，位於該國東南部，屬於伊森河的右支流，河道全長10.9公里，河口處在多爾芬附近。